# James Johnstone
James Johnstone (1759 – Londra, 1º aprile 1823) è stato un esploratore inglese.
È noto per aver servito in qualità di comandante sulla nave HMS Chatham e, in seguito, come luogotenente di George Vancouver durante la spedizione nel Pacifico nord-occidentale dal 1791 al 1795. Lo stretto di Johnstone nella Columbia britannica deve a lui il suo nome.

## Carriera
Johnstone si arruolò in marina nel 1779, servendo a bordo delle navi HMS Keppel, HMS La Fortune, HMS Formidable, HMS Queen e HMS Assistance; durante questo periodo navigò fino a New York e nelle Indie Occidentali, inoltre partecipò alla Battaglia di Chesapeake. Ottenne i gradi di ufficiale nel 1785, ma l'anno successivo abbandonò la carriera militare.
Nell'ottobre del 1786 Johnstone si imbarcò sulla Prince of Wales - sotto il comando di James Colnett - e lasciò il Regno Unito per un viaggio lungo la costa nord-ovest del continente americano a caccia di lontre di mare. Nel gennaio del 1789, a Macao, Colnett decise di imbarcarsi su di un'altra nave, così Johnstone assunse il comando della Prince of Wales per ricondurla in Europa.

### La spedizione di Vancouver
Tornato in marina, Johnstone prese servizio sulla HMS Chatham che, insieme alla HMS Discovery, fu una delle due navi che condussero il capitano George Vancouver in una lunga spedizione per mappare le coste nord-occidentali americane. Le imbarcazioni salparono nell'aprile del 1791, raggiungendo le coste dell'odierno Stato di Washington nella primavera del 1792. Per tre estati Johnstone guidò le navi durante i viaggi lungo le intricate coste di quelle regioni. Durante l'estate del 1792, Johnstone scoprì quello che in seguito il capitano Vancouver volle battezzare in suo onore come stretto di Johnstone.
Nel 1793 Johnstone compì almeno sei esplorazioni, lunghe anche fino a due settimane, durante le quali mappò numerosi canali naturali, stretti e fiordi, oltre a numerose isole come Roderick, Kupreanof e Zarembo. Nel 1794 guidò invece solo due esplorazioni che gli consentirono di mappare il Prince William Sound e l'isola di Kuiu.

### L'ultima parte della carriera e la morte
Dopo la spedizione con il capitano Vancouver, Johnstone venne confermato con il grado di luogotenente. Nel 1796 salpò con la HMS Sans Pareil verso le Indie Occidentali e nel settembre del 1801, mentre era alla guida della HMS Lark al largo di Cuba, catturò la scuna corsara spagnola Esperanza. Nel giugno del 1802 venne promosso al grado di comandante, prendendo il controllo della nave Shark nello stesso anno. In seguito comandò la Alert nel Mare del Nord e la HMS Curieux. Nel 1808 divenne comandante della HMS Leopard, che faceva parte di un convoglio destinato al Capo di Buona Speranza; da qui proseguì fino alle Indie orientali. Nell'aprile del 1810, sempre al comando della Leopard, partecipò all'attacco dell'Ile de France.
In seguito venne trasferito sulla HMS Scipion poi, dal 1811 al 1817, servì come Commissario della Marina a Bombay, prima di essere costretto a tornare nel Regno Unito a causa di problemi di salute. Visse per un certo periodo a Parigi e morì a Londra il 1º aprile del 1823.